# ديزة فلفيتشية
ديزة فلفيتشية (الاسم العلمي:Disa welwitschii) هي نوع من النباتات تتبع جنس الديزة من الفصيلة السحلبية.